# Syntomini
Tribu
Les Syntomini sont une tribu de lépidoptères (papillons) de la famille des Erebidae et de la sous-famille des Arctiinae.

## Systématique
Jusque dans les années 2000, ce taxon était une sous-famille, appelée Syntominae, classée dans l'ancienne famille des Arctiidae. Lorsque les Arctiidae ont été rétrogradés au rang de sous-famille (Arctiinae), leurs anciennes sous-familles (Arctiinae, Lithosiinae, Syntominae) sont devenues des tribus (Arctiini, Lithosiini, Syntomini) au sein des nouveaux Arctiinae.

## Genres présents en Europe
- genre Amata Fabricius, 1807
- genre Dysauxes Hübner, 1819

## Liste des genres
D'après NCBI (3 juin 2019), modifié :
- genre Amata Fabricius, 1807
- genre Amatula
- genre Apisa Walker, 1855
- genre Auriculoceryx Holloway, 1988
- genre Automolis Hübner, 1819
- genre Balacra Walker, 1856
- genre Caeneressa Obraztsov, 1957
- genre Ceryx Wallengren, 1863
- genre Dubianaclia
- genre Dysauxes Hubner, 1819
- genre Eressa Walker, 1854
- genre Fletcherinia
- genre Gippius Walker, 1855
- genre Hippurarctia Kiriakoff, 1953
- genre Lempkeella Kiriakoff, 1953
- genre Maculonaclia
- genre Mecistorhabdia
- genre Meganaclia Aurivillius, 1892
- genre Melanonaclia
- genre Melisa Walker, 1854
- genre Metarctia Walker, 1855
- genre Nacliodes
- genre Neophemula Kiriakoff, 1957
- genre Paramelisa Aurivillius, 1905
- genre Pseudmelisa Hampson, 1910
- genre Rhabdomarctia Kiriakoff, 1953
- genre Rhipidarctia
- genre Syntomoides Hampson, 1893
- genre Tenuinaclia
- genre Tervurenia
- genre Thyretes Boisduval, 1847
- genre Vitronaclia